# Artenay
Artenay är en kommun i departementet Loiret i regionen Centre-Val de Loire strax norr Frankrikes mitt. Kommunen ligger i kantonen Artenay som tillhör arrondissementet Orléans. År 2022 hade Artenay 2 009 invånare.

## Befolkningsutveckling
Antalet invånare i kommunen Artenay
| Referens: INSEE |